# Elettrotreno ETR 814
L'ETR 814 è un elettrotreno prodotto dalla svizzera Stadler per la Regione Autonoma Valle d'Aosta e facente parte della famiglia FLIRT. Si tratta della versione ad alimentazione esclusivamente elettrica del BTR 813.

## Storia
L'ETR 814 è l'evoluzione a sola trazione elettrica del BTR 813, l'elettrotreno bimodale (alimentabile sia da linea aerea sia da generatori diesel) commissionato nel 2015 e in servizio dal 2019 sulla tratta Torino-Aosta, il cui tronco Ivrea-Aosta non era elettrificato.
Nel 2022, a seguito dell'avvio dei lavori per l'elettrificazione della stessa Ivrea-Aosta, la Regione ordina a Stadler tre nuovi convogli della stessa famiglia, chiedendo però di sostituire la cassa power pack contenente i generatori diesel con una cassa passeggeri, creando di fatto un treno completamente elettrico. Nel gennaio 2023 l'ordine passa a quattro treni e nel luglio 2024 si arriva a sei.
Nell'agosto 2024 la prima unità (001) è ultimata e pronta ad effettuare i test propedeutici all'immissione in servizio. Nel marzo 2025 l'unità 003 raggiunge l'Italia per l'inizio delle prove funzionali alla messa in servizio.